# 家政婦
家政婦（かせいふ），為一日文字詞，也因此在中文地區幾乎不會使用。然「家政婦」一詞之所以會開始在中文地區出現，是因為由日本女星松嶋菜菜子所主演的火紅日劇「家政婦三田」在中文地區播出的關係。由於該劇創下史無前例之超高人氣，使其成為華人地區另類之流行語。而「家政婦」一詞若以字面上來看，便是「打理家政事務的婦女」，性質相當於中文意思裡的「幫傭」。然而由於從事這一行業者是以女性居多，才會有所謂的家政「婦」一詞出現。

## 影視形象
電視劇（日劇）
- 家政婦的見證 市原悦子主演
- 家政婦三田 又名(家政婦女王) 松嶋菜菜子主演
- 派遣家政婦 又名(熱空氣) 米倉涼子 主演
- 男扮女裝家政婦 又名(家政夫三田園) 松岡昌宏 主演
- 御手洗家、炎上 又名(火燒御手洗家) 永野芽郁 主演

電視劇（韓劇）
- 超完美褓姆 又名(奇怪的保姆) 崔智友 主演